# Aeroportul Hemavan-Tärnaby
Aeroportul Hemavan-Tärnaby (IATA: HMV, ICAO: ESUT) este un aeroport din Comuna Storuman, Västerbottens län, Suedia ce deservește zona Hemavan⁠(d). Aeroportul a fost tranzitat în 2022 de 14.435 de pasageri. A fost deschis în 1993 și numit după zona deservită.
Situat la o altitudine de 460 m, aeroportul dispune de 1 pistă. Este operat de Comuna Storuman.

## Infrastructură

### Piste
Aeroportul dispune de o singură pistă. Pista 15/33 are suprafața de asfalt și dimensiunile 1.601 m × 30 m. 